# Palais Schottenring

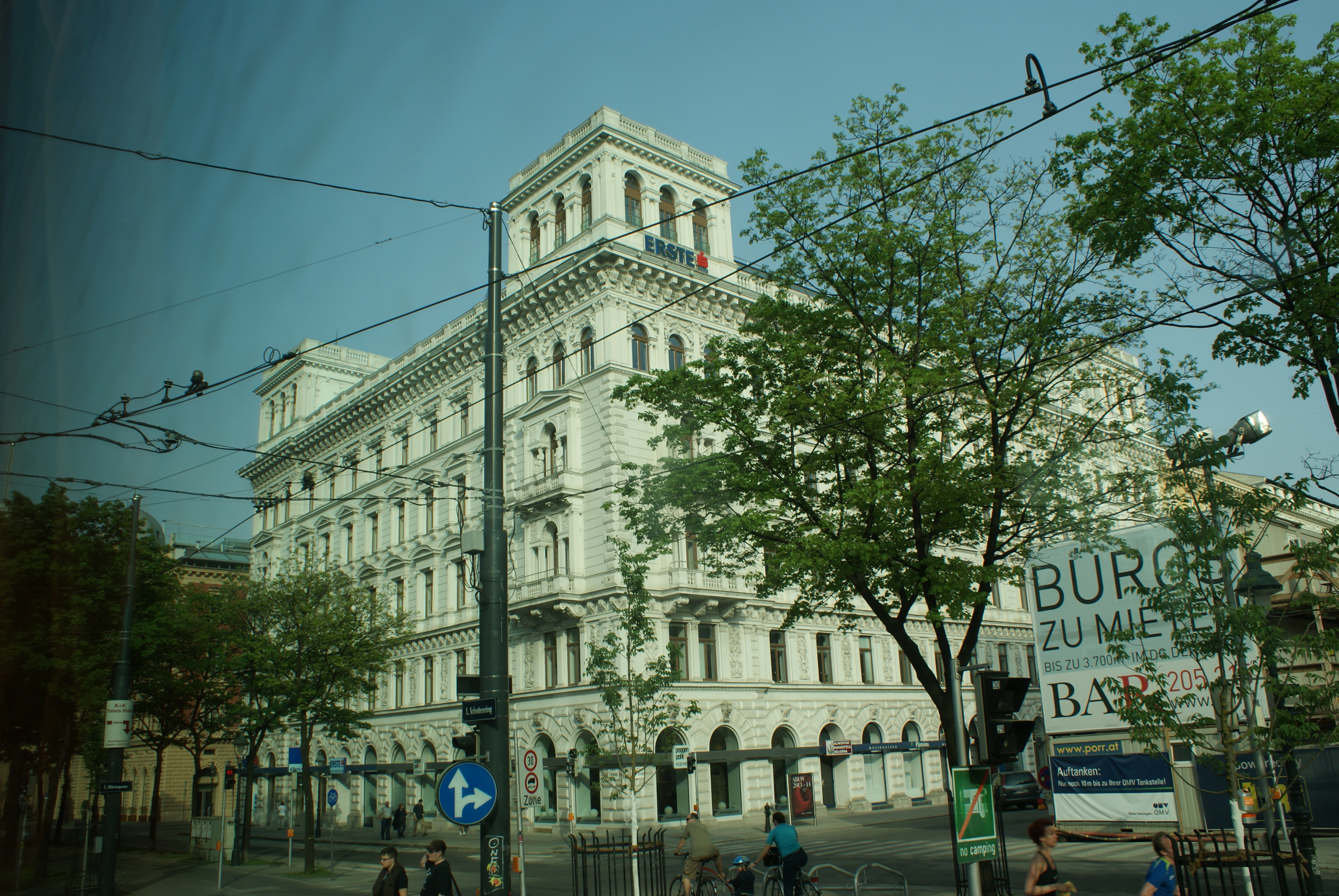
Palais Schottenring

Das Palais Schottenring ist ein Palais am Schottenring in Wien.
Es wurde von 1870 bis 1872 nach Plänen von Wilhelm Fraenkel errichtet. Zwischen 1946 und 1958 befand sich im Gebäude die Zentrale für die Care-Pakete. Im Erdgeschoß ist heute die österreichische Filiale der Bank of China einquartiert und in den oberen Etagen sind Wohnungen untergebracht.

## Architektur
Das an drei Seiten freistehende monumentale Miethaus ist im Stil des Historismus errichtet. Die Fassade zeigt reiche plastische Gliederung mit rustizierten Arkaden im Erdgeschoß, Felder mit Stuckreliefs zwischen Pilastern im Mezzanin und Ädikulafenstern in den oberen Geschoßen. Die Ecken sind durch Risalite und darin eingesetzte Balkone hervorgehoben. Die Fassade wird durch ein mächtiges Konsolgesims abgeschlossen, das darüber aufgesetzte Dach ist durch eine Attikabrüstung eingefasst. An den vier Ecken sind Eckpavillons aufgebaut.
In den Einfahrten befinden sich vorgestellte Arkaden auf toskanischen Säulen; die Einfahrt zur Börsegasse hat reiche Groteskenmalerei. In den Stiegenhäusern sind gusseiserne Geländer vorhanden.